# Észak-Kartúm
Észak-Kartúm vagy Kartúm-Bahri (arabul: الخرطوم بحري al-Kartūm Bahrī) város Szudánban, a Nagy-Kartúm agglomeráció része. Lakossága
több mint 900 ezer fő volt 2010-ben, Kartúmmal és Omdurmánnal együtt – amelyekkel hidak kötik össze – több mint 8 millió fő. 
Kereskedelmi központ (élelmiszer, élőállat) és iparváros (textilipar – pamutipari kombinát, téglagyártás, élelmiszer-feldolgozás, cipőgyártás).  Al-Shifa nevű gyógyszergyárát 1998-ban az USA robotrepülőkkel bombázta le.

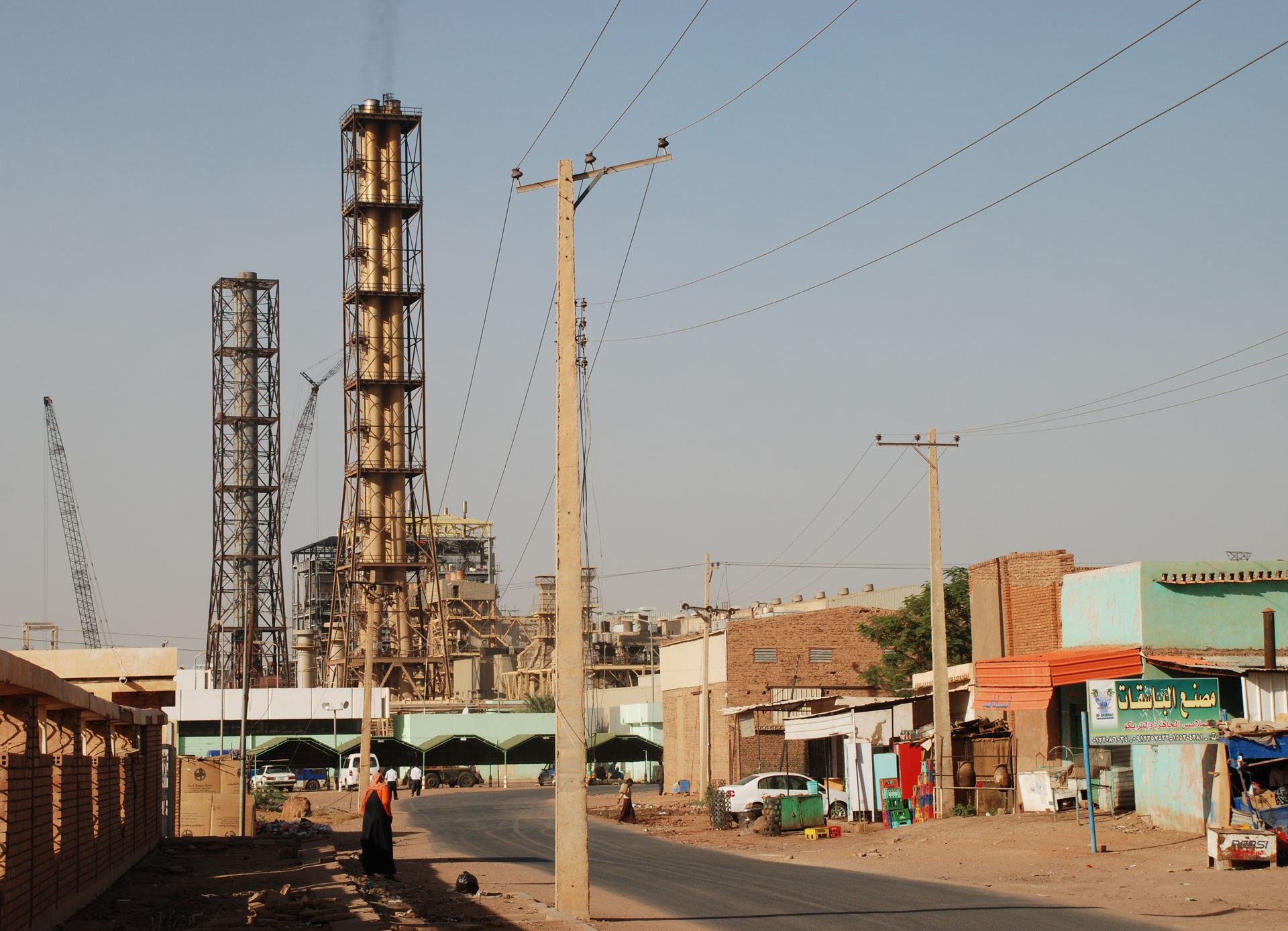
Városkép

## Fordítás
- Ez a szócikk részben vagy egészben  a   Khartoum North című angol Wikipédia-szócikk fordításán alapul.  Az eredeti cikk szerkesztőit annak laptörténete sorolja fel. Ez a jelzés csupán a megfogalmazás eredetét és a szerzői jogokat jelzi, nem szolgál a cikkben szereplő információk forrásmegjelöléseként.